# Catedral basílica de la Inmaculada Concepción (Bulawayo)
La Catedral Basílica de la Inmaculada Concepción (en inglés: Cathedral Basilica of the Immaculate Conception) es el nombre que recibe un templo que está afiliado a la Iglesia católica y funciona como la sede de la arquidiócesis de Bulawayo en el país africano de Zimbabue.
Además el 21 de junio de 2013 por decreto del papa Francisco fue elevada al estatus de Basílica menor.
Su historia se remonta a las actividades de los Jesuitas que a mediados de la década de 1890 habían construido una pequeña capilla en Bulawayo entre Main Street y 10th Avenue. Su primera piedra importada de Croacia fue colocada en otro sitio por el prefecto apostólico en monseñor Sykes SJ. En 1903, siendo abierta el 3 de abril de 1904, para posteriormente servir también como procatedral entre 1920 y hasta 1955 cuando obtuvo el título de Catedral.
Su santidad el papa Juan Pablo II visitó la catedral en septiembre de 1988.